# Álvaro Mirón y Duque
Álvaro Mirón y Duque (Jerez de la Frontera, siglo XIX-Jerez de la Frontera, 1876) fue un pintor español.

## Biografía
Pintor natural de Jerez de la Frontera, en la Exposición de Bellas Artes celebrada en 1858 en su ciudad natal obtuvo medalla de plata por su cuadro Un campamento, y mención honorífica por su Choque de caballería y otros cinco cuadros; en la de 1859 presentó buenos paisajes y perspectivas, y en la de 1862 expuso Una marina, que alcanzó medalla de bronce. También concurrió con sus obras a diferentes exposiciones públicas celebradas en Cádiz y en Sevilla. Muchos de sus trabajos figuraron en poder de coleccionistas. Falleció en Jerez en 12 de marzo de 1876.